# Eutomostethus ephippium

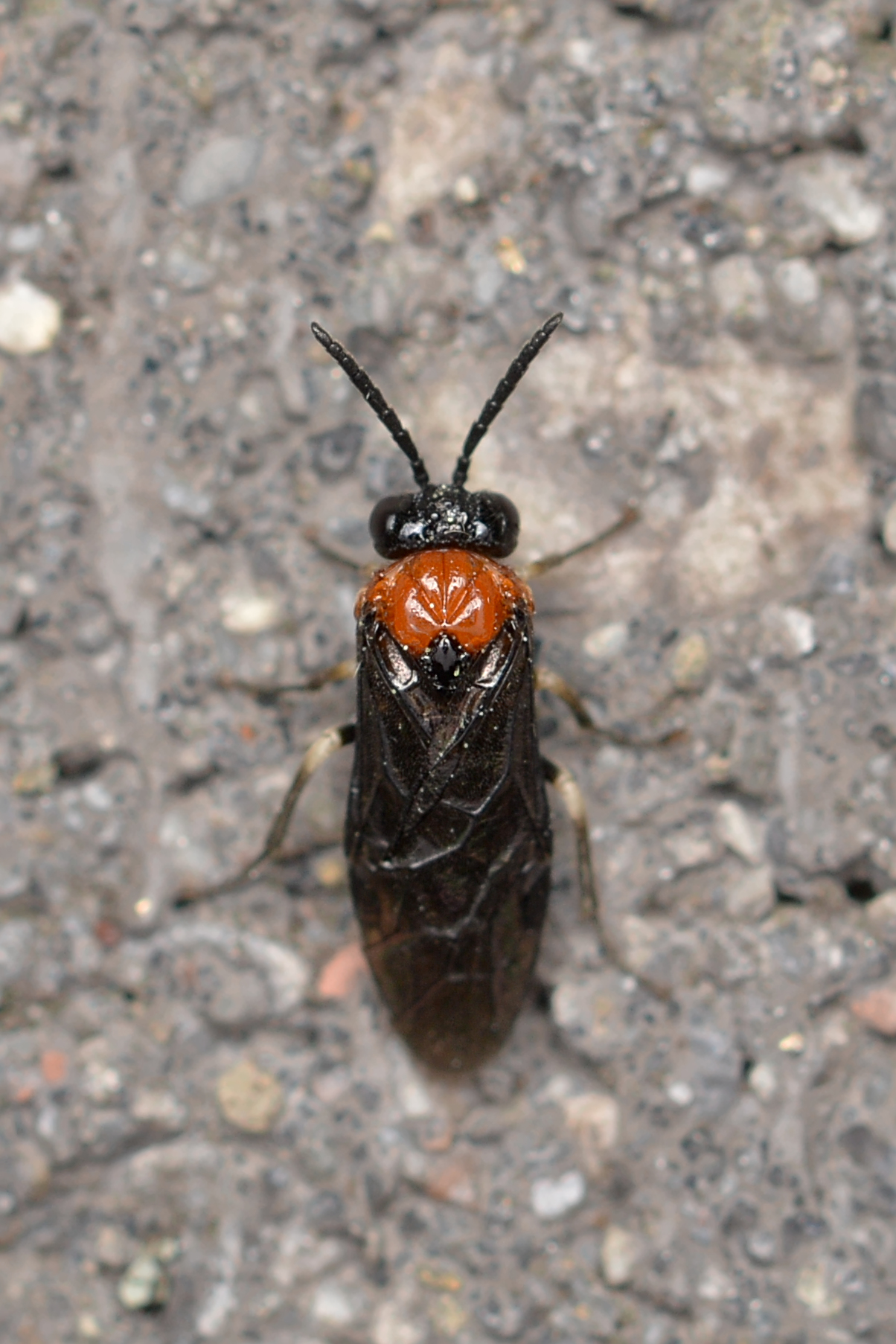
Dorsalansicht

Eutomostethus ephippium ist eine Pflanzenwespe aus der Familie der Echten Blattwespen (Tenthredinidae).

## Merkmale
Die Art erreicht eine Körperlänge von 5–7 mm. Die schwarzen Pflanzenwespen besitzen einen roten Thorax. Die Beine sind überwiegend schwarz. Die basale Hälfte der Tibia ist weißlich gefärbt. Die unteren Glieder der Beine sind silbergrau behaart. Die ähnlichen Eriocampa ovata hat schlankere Fühler und ist am Kopf und am Brustkorb stärker punktiert. Die graugelben Larven erreichen eine Länge von 9–10 mm.

## Verbreitung
Die Art kommt in der Paläarktis vor. In Europa ist sie weit verbreitet. Außerdem kommt sie in der Nearktis vor, wo sie vermutlich eingeschleppt wurde.

## Lebensweise
Typische Lebensräume der Art bilden Feuchtwiesen und Grasflächen in Waldrandnähe. Die Art ist möglicherweise polyvoltin.
Die adulten Pflanzenwespen fliegen von Mai bis September. Die Larven entwickeln sich an Süßgräsern (Poaceae).